# ヴィック
株式会社ヴィック（英称: VIC）は、TVドラマの音響効果と字幕制作を業務とする会社である。日本テレビ出身の演出家・石橋冠と縁が深い。
2009年3月、代表取締役社長を諸橋秀徳とし、創設者・諸橋毅一は会長職へ。

## 沿革
- 1974年 - 有限会社ヴィック設立
- 1993年 - 字幕要約業務開始

## 所属スタッフ

### 音響効果　字幕制作
- 諸橋毅一（代表取締役会長）
- 諸橋秀徳（代表取締役社長）
- 小島幸子
- 小暮亜弥
- 新藤里江
- 市来仁美

## 以前所属していたスタッフ
- 鈴木晴夫
- 菊池昇
- 一力潤
- 太田亜紀
- 吉田尚弘
- 岡澤秀二

## 主な音効作品

### 設立後〜1979年
連続ドラマ
- 野わけ（読売テレビ・テレパック、1975年5月-9月）
- ちょっとマイウェイ（日本テレビ、1979年10月-1980年3月　グランド劇場）

単発・スペシャルドラマ
- 田舎刑事【1】「時間よ、とまれ」（テレビ朝日・テレパック、1977年7月2日　土曜ワイド劇場）

### 1980年代
連続ドラマ
- 池中玄太80キロ【第1シリーズ】（日本テレビ、1980年4月期　グランド劇場）
- 昨日、悲別で（日本テレビ、1984年3月-6月　金曜劇場）
- 教師びんびん物語（フジテレビ・東宝、1988年4月期　月9）
- 恋人も濡れる街角 URBAN LOVE STORY（日本テレビ、1988年7月期　水曜ドラマ）
- 教師びんびん物語II（フジテレビ・東宝、1989年4月期　月9）
- 恋人の歌がきこえる（日本テレビ、1989年10月期　土曜グランド劇場）

単発・スペシャルドラマ
- 田舎刑事【4】「時間よ、とまれ -新編集ワイド版-」（テレビ朝日・テレパック、1980年6月28日　土曜ワイド劇場）
- 華やかな死体〜赤い花は殺人予告〜（テレビ朝日・東映、1980年9月13日　土曜ワイド劇場）
- さよならも言わずに消えた!（日本テレビ・PDS、1981年9月20日　火曜サスペンス劇場）
- 時をかける少女（フジテレビ・アズバーズ、1985年11月4日　月曜ドラマランド）
- ボクの婚約者（フジテレビ・アズバーズ、1986年1月13日　月曜ドラマランド）
- 秋のシナリオ（日本テレビ、1987年1月16日　セゾンスペシャル）
- 南の海でドッキリ体験（TBS・オフィスヘンミ、1987年8月19日　水曜ドラマスペシャル）
- ダイアリー-車いすの青春日記-（日本テレビ、1988年2月16日　カネボウヒューマンスペシャル）
- 教師びんびん物語スペシャル「ありがとう、君たちを忘れない」（フジテレビ・東宝、1989年10月4日）
- お局さまはハイミス管理職【1】（TBS・PDS、1989年12月25日　月曜ドラマスペシャル）

### 1990年代
連続ドラマ
- 日本一のカッ飛び男（フジテレビ・東宝、1990年4月期　月9）
- 外科医有森冴子（日本テレビ、1990年4月期　土曜グランド劇場）
- 火の用心（日本テレビ、1990年7月期　土曜グランド劇場）
- 君だけに愛を（日本テレビ、1991年1月期　土曜グランド劇場）
- 結婚しないかもしれない症候群（日本テレビ、1991年10月期　土曜グランド劇場）
- ホテルドクター（朝日放送・総合ビジョン、1993年1月期）
- ツインズ教師（テレビ朝日・にっかつ撮影所、1993年4月期　月曜ドラマ・イン）
- 愛してるよ!（テレビ朝日・MMJ、1993年10月期　月曜ドラマ・イン）
- 大人のキス（日本テレビ、1993年10月期　土曜グランド劇場）
- 横浜心中（日本テレビ、1994年1月期　水曜ドラマ）
- ぽっかぽか（TBS・キティフィルム、1994年6月-7月　愛の劇場）
- 星の金貨（日本テレビ、1995年4月期　水曜ドラマ）
- 小児病棟・命の季節（テレビ朝日、CUC　1996年7月期　木曜ドラマ）
- 続・星の金貨（日本テレビ、1996年10月期　水曜ドラマ）
- 名探偵保健室のオバさん（テレビ朝日・THE WORKS、1997年1月期　月曜ドラマ・イン）
- あぶない放課後（テレビ朝日・THE WORKS、1999年4月期　月曜ドラマ・イン）

単発・スペシャルドラマ
- お局さまはハイミス管理職【2】（TBS・PDS、1990年5月28日　月曜ドラマスペシャル）
- ごきげんよう!横断歩道でつかまえて（TBS・オフィスヘンミ、1990年6月30日　ドラマティック22）
- ぼくの娘を盗むのですか（日本テレビ、1991年6月19日）
- 世にも奇妙な物語【2】「整理癖」「ビデオドラッグ」「冗費節減」（フジテレビ・東宝、1991年9月19日）
- 六月の花嫁「二着のウェディングドレス」（日本テレビ・アズバーズ、1992年6月23日　火曜サスペンス劇場）
- 本当にあった怖い話「ゴーストと同棲する女」「愛犬が知らせた死」（テレビ朝日・ホリプロ、1992年7月6日　月曜ドラマ・イン）

### 2000年代
連続ドラマ
- リミット もしも、わが子が…（読売テレビ・テレパック、2000年7月期　月曜22時）
- 菊次郎とさき【1】（テレビ朝日・5年D組、2003年7月期　木曜ドラマ）
- ドリーム〜90日で1億円〜（NHK・NHKエンタープライズ・カズモ、2004年3月-5月　よるドラ）

単発・スペシャルドラマ
- 西村京太郎サスペンス　天使の傷痕（テレビ東京・BSジャパン・テレパック、2001年7月4日　女と愛とミステリー）
- 松本清張没後10周年記念　張込み（テレビ朝日・5年D組、2002年3月2日）
- 新宿鮫 氷舞（NHK・NHKエンタープライズ・カズモ、2002年3月16日）
- にんげんだもの 〜相田みつを物語〜（テレビ朝日・MMJ、2004年12月11日）